# Angela (telenowela)
Angela (hiszp. Ángela) – meksykańska telenowela z 1998 roku.

## Fabuła
Angela jest młodą nauczycielką, która pracuje w małym miasteczku. Jedyną żyjącą krewną dziewczyny jest jej matka Delia - chora i zgorzkniała kobieta, która mimo upływu wielu lat, wciąż cierpi z powodu utraty męża. Na łożu śmierci wyznaje córce imię kobiety, która odebrała jej ukochanego mężczyznę, tą kobietą jest Emilia Santillana. Angela obiecuje, że nie spocznie, dopóki jej nie odnajdzie. Chce się zemścić za zrujnowanie życia jej matki.

## Wersja polska
W Polsce telenowela była emitowana w telewizji TVN. Opracowaniem wersji polskiej zajęło się ITI Film Studio na zlecenie TVN. Autorem tekstu była Olga Krysiak. Lektorem serialu był Radosław Popłonikowski.

## Obsada
- Angélica Rivera - Ángela Bellati / Ángela Gallardo Bellati
- Juan Soler - Mariano Bautista Solórzano
- Ignacio López Tarso - Don Feliciano Villanueva
- Patricia Navidad - Jimena Chávez
- Jacqueline Andere - Emilia Santillana Roldán
- Aurora Molina - Francisca "Pancha" Osuna
- Juan Peláez - Humberto Gallardo
- Luz María Zetina - Diana Gallardo Santillana
- Joana Benedek - Catalina Lizárraga
- Ana Bertha Lepe - Lorenza Chávez
- Olivia Bucio - Yolanda Rivas
- Ernesto Godoy - Bruno Lizárraga
- Manuel "Flaco" Ibáñez - Ramíro de Paula
- José Elías Moreno - Padre Martín Villanueva
- Rosangela Balbó - Esther Lizárraga
- Arsenio Campos - Oscar Lizárraga
- Yolanda Ciani - Hortensia Solórzano de Bautista
- Rossana San Juan - Susana Chávez
- Ana Martín - Delia Bellati Roldán
- Eduardo Rivera - Emeterio González
- José María Yazpik - René Bautista
- Gerardo Albarrán - Claudio Sazueta
- Rocío Gallardo - Clara García
- Natasha Dupeyrón - María Molina
- Carlos Bracho - Salvador Bautista
- Isaura Espinoza - Norma Molina
- René Casados - Alfonso Molina
- Orlando Miguel - Pedro Solórzano Mateos
- Vicente Herrera - Reynaldo
- Fernanda Ruizos - Fabiola Zapata
- Fernanda Reto - Irma Rodríguez
- Lolita Ríos - Guadalupe García "Lupita"
- Andrea Riquelme - Graciela
- Harry Geithner - Julián Arizpe
- Marina Marín - Guadalupe Armenta
- Pilar Escalante - Maestra
- Manuel Benitez - Teniente Ramos